# Glaphyria decisa
Glaphyria decisa là một loài bướm đêm trong họ Crambidae.